# گردن‌بند کاسال

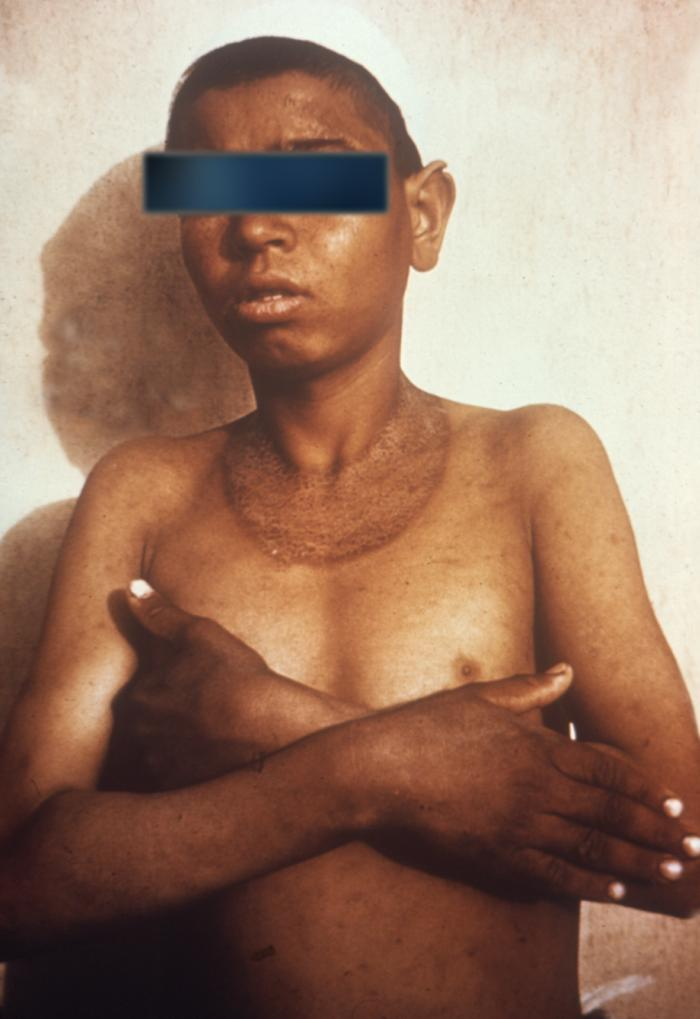
پسری مبتلا به پلاگر با گردن‌بند کاسال

گردن‌بند کاسال (انگلیسی: Casal collar) نشانه‌ای پزشکی است که در آن اریتم و تیرگی پوست اطراف گردن در مبتلایان پلاگر دیده می‌شود. این نشانه پس از قرار گرفتن در معرض نور خورشید نمایان‌تر می‌شوند و ممکن است همراه با احساس سوزش یا درد همراه با خارش باشد. ضایعات ممکن است تاولی شوند و پس از ترکیدن به پوستی تیره و مسی‌رنگ مبدل گردند. در طولانی‌مدت، پوست این ناحیه سرانجام نازک، خشک و صاف می‌شود.
علت بروز گردن‌بند کاسال کمبود نیاسین (ویتامین B3) است. درماتیت سبوره‌ای ممکن است تظاهر مشابهی داشته باشد.
گردن‌بند کاسال نامش را از پزشک اسپانیایی گاسپار کاسال می‌گیرد.